# Murawlenko
Murawlenko, ros. Муравленко – miasto w Rosji, w Jamalsko-Nienieckim Okręgu Autonomicznym. Około 37 tys. mieszkańców. Prawa miejskie od 1990. Nazwa na cześć Wiktora Murawlenki, inżyniera górnictwa naftowego.